# Cees van der Leeuw
Cornelis Hendrik (Cees) van der Leeuw (Rotterdam, 15 maart 1890 – aldaar, 19 mei 1973) was een Nederlands fabrikant uit de familie Van der Leeuw, de eigenaren van de firma Erven de Wed. J. van Nelle. Hoewel hij geen architect was, neemt Cees van der Leeuw een bijzondere plaats in in de Nederlandse architectuurgeschiedenis van de 20e eeuw. Hij was ook theosoof en actief als psychoanalyticus.

## Levensloop
Cees van der Leeuw, lid van de familie Van der Leeuw, werd op 15 maart 1890 geboren te Rotterdam als oudste zoon van Marius Adrianus Gabriël van der Leeuw sr. (1856-1923), vennoot van Van Nelle, groothandel in koffie, thee en tabak, en Madelaine van Dam (1868-1929). Cees en zijn broers Koos (Jacobus Johannes van der Leeuw, 1893-1934) en Dick (Marius Adrianus Gabriël van der Leeuw, 1894-1936) stonden in Rotterdam bekend als "de sierbengels" vanwege hun moderne en luxe levensstijl. Zijn beide broers kwamen in de jaren dertig om bij vliegongelukken. Van der Leeuw huwde op 17 oktober 1961 te Wassenaar met Jkvr. Elisabeth Josephine Marie (Betty) Meijer (1896-1973), dochter van majoor jhr. Carel Adriaan Jan Meijer en Marie van Maasdijk, en weduwe van Van der Leeuws jongere broer Dick.

## Loopbaan

#### Firmant van Van Nelle
Van der Leeuw heeft de HBS doorlopen en werd vervolgens voor een commerciële opleiding naar het buitenland gestuurd. Deze opleiding was de wens van zijn ouders; zijn eigen belangstelling ging uit naar schilderen, musiceren (met name orgelspel) en filosofie.
Vanaf 1913 kwam Cees van der Leeuw in dienst bij Van Nelle. In 1917 werd hij mede-firmant en kreeg als taak om voor het bedrijf een nieuw bedrijfspand te realiseren. Hiervoor kwam hij in contact met Leendert van der Vlugt. Deze samenwerking leidde tot de wereldberoemde Van Nellefabriek, die in 1930 gereedkwam. In 1929 werd door Brinkman en Van der Vlugt ook een woonhuis aan de Kralingse Plaslaan opgeleverd, geheel in de stijl van de nieuwe zakelijkheid

#### Psychoanalyticus
Na de oplevering van de nieuwe fabriek, waar hij jarenlang intensief mee bezig was geweest, had het bedrijf Van der Leeuw niets anders meer te bieden dan de dagelijkse in- en verkoop en reclamepraktijken. Door de crisis kon de firma ook niet uitbreiden en moest zelfs inkrimpen en in twee jaar meer dan tweeduizend personeelsleden ontslaan. 
Van der Leeuw was net als zijn broer Koos in de jaren twintig nauw betrokken geweest bij de jaarlijkse Sterkampen in Ommen op het landgoed Eerde van Philip baron van Pallandt, waar Krishnamurti de Orde van de Ster in het Oosten had gevestigd.
In 1929 besloot Krishnamurti echter geheel onverwacht de Orde van de Ster in het Oosten op te heffen. Omdat er zo bitterweinig van zijn idealen terecht was gekomen, besloot Van der Leeuw  daarom een geheel andere richting in te slaan: in 1931 deed hij staatsexamen in Wenen en ging daar vanaf 1932 een studie medicijnen en psychiatrie volgen, onder meer bij Sigmund Freud en Alfred Adler. In 1939 promoveerde hij. In november van dat jaar keerde hij terug naar Nederland vanwege de oorlogsdreiging en het veranderde klimaat in het Oostenrijk na de Anschluss. Tevens moest Van der Leeuw terug in de firma Van Nelle om orde op zaken te stellen na het overlijden van zijn broer Dick. In 1940 werd hij medewerker bij de psychiatrische inrichting Maasoord in Poortugaal bij Rotterdam.

#### Overige werkzaamheden
Van 1946 tot 1960 was Cees van der Leeuw curator van de Technische Hogeschool Delft, vanaf 1953 was hij president-curator. Daar introduceerde hij op de afdeling bouwkunde de architectuur commentaarcolleges (1958-1966). Gevorderde studenten en stafleden wisselden in deze colleges eens per veertien dagen gedurende twee uur op vrije wijze ideeën uit over landschap, bouwen en bebouwing.
Van der Leeuw was vanaf 1957 voorzitter van het college van regenten van de Kröller-Müller Stichting en voorzitter van het college van aankopen voor het Kröller-Müller Museum. Ook was hij voorzitter van de raad van toezicht van het Rotterdams Philharmonisch Orkest en voorzitter van de Federatie van Medisch-Opvoedkundige Bureaus.

## Wederopbouw van Rotterdam
In de Tweede Wereldoorlog werden op het kantoor van Van Nelle besprekingen gevoerd over de wederopbouw van de gebombardeerde binnenstad. Van 1944 tot 1946 was Van der Leeuw gemachtigde van minister Ringers voor de Wederopbouw van Rotterdam. Hierdoor had Van der Leeuw grote invloed op het Basisplan voor de Wederopbouw van Rotterdam.
Vanwege de bijzondere verdiensten voor de wederopbouw is in 1946 aan Dr. C.H. van der Leeuw de Van Oldenbarneveltpenning toegekend; de hoogste gemeentelijke onderscheiding van de stad Rotterdam. In Rotterdam bestaat sinds 2006 de naar hem vernoemde Van der Leeuwkring. De kring betreft een initiatief van AIR, het architectuurcentrum van Rotterdam, en bestaat uit Rotterdamse ondernemers die actief zijn in de stedelijke vernieuwing en ontwikkeling vanuit privaat opdrachtgeversschap. Zij reiken jaarlijks de Van der Leeuwprijs uit.